# Успенка (Астраханская область)
Успенка — село в Ахтубинском районе Астраханской области, находится на левом берегу реки Волги, южнее районного центра. Административный центр Успенского сельсовета.

## География и климат
Село находится на левой стороне Волги, на окраине степи. Климат сухой, жаркий. Преобладают западные ветра.
Уличная сеть
Микрорайон нп, Мира, Молодёжная, Новоселов, Октябрьский пер, Первомайский пер, Пионерский пер, Подгорная, Советская, Степная, Строителей, Тихий пер

## Население
| 2002 | 2010 |
| ---- | ---- |
| 998  | ↘987 |

#### Инфраструктура
Учреждения села
- Почта
- Отделение Сбербанка
- МОУ «Успенская ООШ»